# Сардан (река)
Сардан — река в России, протекает по Нолинскому району Кировской области. Устье реки находится в 59 км от устья Лудяны по левому берегу. Длина реки составляет 19 км.
Исток Сардана на Вятском Увале к северо-востоку от деревни Полом (Татауровское сельское поселение) в 22 км к западу от посёлка Суна на границе с Сунским районом. Река течёт на юг, скорость течения довольно высокая, уклон реки составляет 3,5 м/км. Притоки — Чегодайка, Чернушка, Удерь (в водном реестре — река без названия) — все левые. Впадает в Лудяну в селе Лудяна.

## Данные водного реестра
По данным государственного водного реестра России относится к Камскому бассейновому округу, водохозяйственный участок реки — Вятка от города Котельнич до водомерного поста посёлка городского типа Аркуль, речной подбассейн реки — Вятка. Речной бассейн реки — Кама.
Код объекта в государственном водном реестре — 10010300412111100037761.